# سعادت أباد (مشيز بردسير)
سعادت أباد (بالفارسية: سعادت‌آباد) هي قرية تقع في إيران في البلدة المركزية. يقدر عدد سكانها بـ 51 نسمة .